# Michael Tönnies
Michael Tönnies (19. prosince 1959, Essen, Západní Německo – 26. ledna 2017 Essen) byl německý fotbalový útočník.

## Klubová kariéra
V Německu hrál postupně za kluby FC Schalke 04, SpVgg Bayreuth, 1. FC Bocholt, Rot-Weiss Essen, MSV Duisburg a Wuppertaler SV.
27. srpna 1991 nastřílel v dresu MSV Duisburg hattrick proti Karlsruher SC a celkově pěti góly pomohl k vysoké výhře 6:2. Až do 22. září 2015 šlo o nejrychlejší hattrick v historii německé Bundesligy (s časem 6 minut), překonal jej polský útočník Robert Lewandowski, který nastřílel v zápase proti VfL Wolfsburg hattrick za 3 minuty a 22 sekund (a také se v zápase trefil pětkrát).